# Offanengo
Offanengo ist eine norditalienische Gemeinde (comune) mit 5948 Einwohnern (Stand 31. Dezember 2023) in der Provinz Cremona in der Lombardei. Die Gemeinde liegt etwa 35 Kilometer nordwestlich von Cremona und etwa 45 Kilometer westsüdwestlich von Mailand. Östlich von Offanengo fließt der Serio.

## Geschichte
Die Ortschaft kann urkundlich seit dem beginnenden 10. Jahrhundert (ab 905 als Obeninga) nachgewiesen werden. Den heutigen Namen führt die Gemeinde seit 999.

## Persönlichkeiten
- Carlo Ghidelli (* 1934), katholischer Geistlicher, emeritierter Erzbischof von Lanciano-Ortona
- Cesare Bonizzi (1946–2024), Kapuziner und Metal-Sänger

## Verkehr
Durch die Gemeinde führt die frühere Strada statale 235 di Orzinuovi von Pavia nach Brescia.